# ウンビクアジウム
ウンビクアジウム (羅:Unbiquadium) は、原子番号124にあたる未発見の超重元素に付けられた一時的な仮名（元素の系統名）である。この名称と記号はそれぞれ系統的なIUPAC名の記号であり、元素が発見され、確認され、恒久的な名前が決定されるまで使われる。

## 歴史
2006年、フランス国立重イオン加速器研究所の研究チームが、ウランに天然ゲルマニウムを照射する新手法で複数同位体の半減期研究を試みている。
{\displaystyle \,_{92}^{238}\mathrm {U} +\,_{32}^{nat}\mathrm {Ge} \to \,^{308,310,311,312,314}\mathrm {Ubq} ^{*}\to \ fission.}

## 参考資料
1. ↑  Direct experimental evidence for very long fission times of super-heavy elementsHAL（フランスのオープンアーカイブ）